# Магнезијум флуорид
Магнезијум флуорид (MgF2) је бела кристална со која је састављена од једног магнезијумовог јона и два јона флуора.
- Растворљивост у води: 0,076 g/l at 18 °C

- Густина: 3,148 g/cm³

- Температура топљења: 1263 °C

- Температура кључања: 2227 °C

Користи се у електролизи руде алуминијума.